# When You Dish Upon a Star
When You Dish Upon a Star, llamado Cuando criticas a una estrella en España y Cuando se anhela una estrella en Latinoamérica, es un episodio correspondiente a la décima temporada de la serie animada Los Simpson, emitido originalmente el 8 de noviembre de 1998. El episodio fue escrito por Richard Appel y dirigido por Pete Michels. Alec Baldwin, Kim Basinger, Brian Grazer y Ron Howard fueron las estrellas invitadas.

## Sinopsis
Todo comienza cuando la familia Simpson decide ir a pasar el día al Lago Springfield, en donde Homer sufre un accidente de paracaidismo y termina aterrizando en la casa de vacaciones de las estrellas de cine Alec Baldwin y Kim Basinger. Luego, los convence de que lo contraten como asistente personal, mientras él guarda el secreto del paradero de los famosos. 
Con el correr de los días, Homer se hace amigo de la pareja, y, en una visita del director de cine Ron Howard, trata de convencerlo de dirigir una película ideada por él mismo, cuyo argumento es de un "robot asesino que es profesor de autoescuela y viaja en el tiempo por alguna razón". Cuando Ron le rechaza su idea, le propone hacer una película sobre una tarta parlante, pero tampoco tiene suerte.
Pronto, la poca habilidad de Homer para guardar un secreto hace que Baldwin y Basinger lo despidan, ya que éste les había contado a sus amigos que las celebridades estaban de vacaciones en Springfield. Como venganza, Homer (después de mal interpretar las palabras de Lisa) crea un museo móvil de "Idiotas de Hollywood", mostrando los objetos personales de Alec y Kim. Las estrellas lo descubren, ya que deciden ir a verlo para disculparse con él. Homer, temiéndoles, comienza a huir en su vehículo, y las estrellas, por su parte, a perseguirlo. Homer acepta detenerse después de que Ron Howard sufre heridas durante la persecución. 
Finalmente, Homer es juzgado en una corte, en donde se le prohíbe acercarse a 500 metros de una celebridad (viva o muerta), mientras Ron Howard logra dirigir la idea de Homer sobre una tarta parlante en la 20th Century Fox.